# Acacia gloeotricha
Acacia gloeotricha é uma espécie de leguminosa do gênero Acacia, pertencente à família Fabaceae.